# Bertrand Desmazières
Bertrand Desmazières (* 1916; † 19. März 2006) war ein französischer Diplomat.

## Leben
Bertrand Desmazières war mit Didy Desmazières verheiratet. Bertrand Desmazières war von 1940 bis 1962 ein leitender Beamter in Rabat, Marokko, wo 1948 sein Sohn, der Grafiker Érik Desmazières und am 1. Oktober 1952 sein Sohn Jean-François Desmazières geboren wurden. Bertrand Desmazières war Mitverfasser eines Buches über den Generalresident Hubert Lyautey.
1949 schloss Bertrand Desmazières ein Studium am Centre des Hautes Etudes administratives sur l'Afrique et l'Asie modernes (CHEAM) ab. Bertrand Desmazières war 1969 Botschaftsrat an der Botschaft in Lissabon, als er Maxime Huré als Generalkonsul in Dakar im Senegal ablöste. 1967 war Bertrand Desmazières erster Botschaftsrat an der französischen Botschaft am Place de France in Tananarive in Madagaskar.

## Veröffentlichungen
- Mit Jean Louis Miège, Pierre de Sorbier de Pougnadoresse: le Colbert de Lyautey : Rabat, 1912-1925; préf., Paris : l'Harmattan ; Rabat (Maroc) : Éd. la Porte, 1998 (impr. au Maroc). - V-477 p. : ill., couv. ill. en coul. ; 23 cm. - (Collection Mémoire du Maroc).
- La Juiverie de Mogador 1945 manuscrit de la B.G. de Rabat[4]